# Schloss Hohenfels

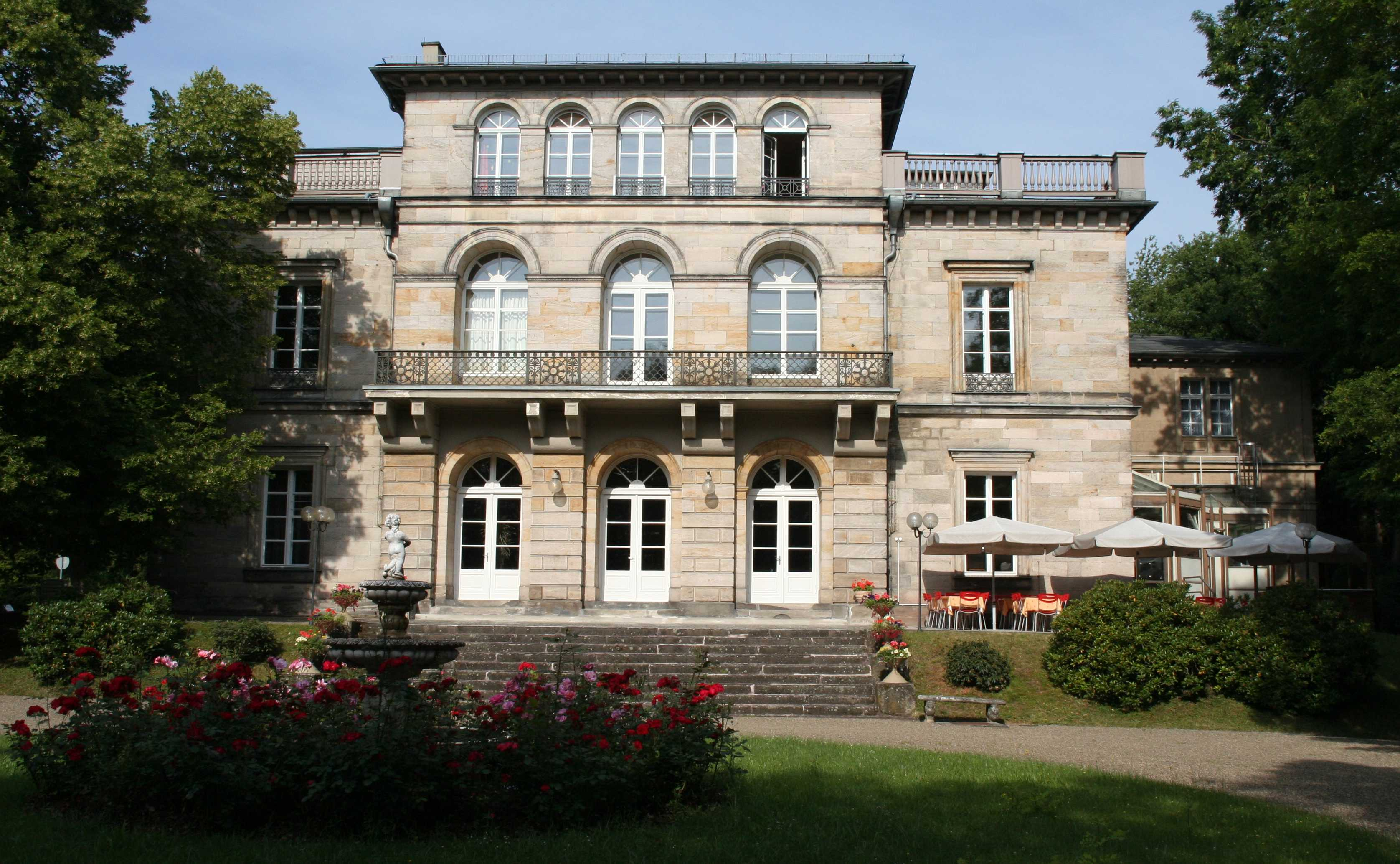
Schloss Hohenfels

Das Schloss Hohenfels erhebt sich seit 1840 auf der Ernsthöhe in Coburg oberhalb der Callenberger Straße. Es wurde zeitgleich mit dem herzoglich-sächsischen Hoftheater von Balthasar Harres geplant und war 50 Jahre lang Wohnsitz der Opernsängerin Natalie Eschborn, geadelt als Baronin von Grünhof.

## Geschichte
Herzog Ernst Alexander von Württemberg (1807–1868), ein Neffe von Herzog Ernst I. von Coburg und Bruder der Herzogin Marie, beauftragte 1837 den Architekten Balthasar Harres, einen Schüler von Karl Friedrich Schinkel, auf der grünen Anhöhe des ehemaligen Tiergartens für sich und seine zukünftige Gattin einen schlossähnlichen Landsitz zu errichten. Nach dem Weggang von Harres 1838 vollendete Vincenz Fischer-Birnbaum 1840 das Bauwerk im Stil des Klassizismus. Schloss und Park wurden nach ihrem Bauherrn Ernsthöhe genannt.
Ernst Alexander von Württemberg verliebte sich später in die damals berühmte Opernsängerin Frassini, die er im Kasseler Hoftheater kennengelernt hatte. Er überredete den hessischen Landgrafen Ferdinand, Natalie, die eigentlich Eschborn hieß und ihren Künstlernamen vom italienischen Wort Frassino für Esche ableitete, als Baronin von Grünhof (nach einem Familiengut bei Mitau im heutigen Lettland) in den Adelsstand zu erheben, um den Standesunterschied auf ein erträgliches Maß zu verringern. Am 18. August 1860 folgte in Hamburg die Hochzeit.
Herzog Ernst II. von Coburg hatte die Frassini in London bei einem ihrer Auftritte kennengelernt. Er, der für die Oper und deren attraktive Vertreterinnen schwärmte (siehe Schloss Ketschendorf), überredete sie zu einem Gastvertrag am Coburger Hoftheater. Mit größtem Erfolg verkörperte sie dort die Gilda im Rigoletto und war von der stillen Residenzstadt an der Itz derart angetan, dass sie ihren zukünftigen Gatten bat, den gemeinsamen Wohnsitz nach Coburg zu verlegen. Nach dem Tod Ernsts von Württemberg 1868, der im Herzoglichen Mausoleum auf dem Coburger Friedhof am Glockenberg beigesetzt wurde, lebte sie als Witwe bis 1890 auf der Ernsthöhe. Sie zog nach Berlin und überließ ihrer Tochter Alexandra den Besitz. Diese veräußerte ihn 1893 an den Fabrik- und Gutsbesitzer Julius Heinzel aus Łódź, der später als Baron Heinzel von Hohenfels geadelt wurde und damit aus der Ernsthöhe das Schloss Hohenfels machte. Heinzel baute unweit des Schlosses ein Gestüt auf, das in den Jahren 1906 und 1907 die Sieger auf der Trabrennbahn Hoppegarten in Berlin stellte.
1918 verkaufte Heinzel das gesamte Anwesen an den Berliner Elektro-Unternehmer Sigmund Bergmann († 1927), der das Haus durch den Berliner Architekten Otto Rehnig seinen Bedürfnissen anpassen ließ.
Am 1. November 1932 gingen Schloss, Gestüt und Park in städtischen Besitz über. Ab September 1933 wurden die Nebengebäude von der Stadt als Arbeitsdienstlager für Frauen zweckentfremdet. Von Mai 1934 bis 1944 war im Schloss die erste Reichsschule der NS-Frauenschaft untergebracht. Ein Reichsarbeitsdienst-Lager für weibliche Jugendliche wurde 1939 angegliedert. 1945 bis 1954 stand das Anwesen leer.

## Heutige Nutzung
1954 siedelte die Medau-Schule von der Marinesportschule in Flensburg-Mürwik in das Schloss Hohenfels über. Die besagte Schule war 1929 in Berlin als private Schule für Gymnastik gegründet worden, musste dort aber in Folge des Zweiten Weltkrieges schließen. Sie ist seit 1979 Deutschlands einzige Schule mit integrierter Gymnastik- und Physiotherapie-Ausbildung. An ihr wurde 1999 eine Berufsfachschule für Logopädie angegliedert. 2004 wurde zusätzlich die Fachhochschule Schloss Hohenfels, eine staatlich anerkannte private Hochschule für Fachtherapien im Gesundheitswesen, gegründet, die bis zu ihrem Wegzug nach Bamberg im Jahr 2010 zwei Bachelor-Studiengänge anbot. Die Medau-Schule mit ihren Ausbildungsgängen besteht weiterhin unter gleichem Namen. Seit Herbst 2010 führt die IB-Hochschule Berlin ausbildungsbegleitend den Studiengang Gesundheitswissenschaften durch. Die Studienveranstaltungen finden als Präsenzunterricht einmal im Monat an den Wochenenden in den Räumlichkeiten der Schule statt.